# Deutsche Schutzvereinigung für Wertpapierbesitz
Die Deutsche Schutzvereinigung für Wertpapierbesitz e. V. (DSW) ist mit rund 30.000 Mitgliedern die größte deutsche Aktionärsvereinigung. Sie ist außerdem Dachverband von rund 7000 Investmentclubs in Deutschland. Der Verein hat seinen Sitz in Düsseldorf. Haupttätigkeit ist die Vertretung von Aktionären bei den Hauptversammlungen von mittlerweile 650 deutschen börsennotierten Aktiengesellschaften. In diesem Zusammenhang hat es sich die DSW zur Aufgabe gemacht, das Verhalten von Vorständen und Aufsichtsräten der Aktiengesellschaften zu beobachten, darüber gegebenenfalls öffentlich zu berichten, in begründeten Fällen Gegenanträge zu Hauptversammlungen zu stellen, auf der Versammlung bei strittigen Punkten Widerspruch zu Protokoll zu geben oder, falls nötig, Sonderprüfungen zu beantragen. Die Vertreter der DSW sind vorwiegend Rechtsanwälte mit entsprechendem Schwerpunkt in Wirtschafts- oder Gesellschafts- bzw. Aktienrecht.
Die DSW bietet ihren Mitgliedern an, Einzelstimmrechte oder ihr Depotstimmrecht an die DSW abzutreten, die diese Stimmrechte in den Hauptversammlungen gebündelt wahrnimmt. In der Regel nehmen die Vertreter des DSW auch das Rede- und Antragsrecht auf der Hauptversammlung wahr. Außerdem werden deutsche Anleger bei Sammelklagen in den USA unterstützt sowie Anlegerklagen, insbesondere Spruchverfahren, in Deutschland geführt. Mittlerweile wurden 45 Spruchstellenverfahren abgeschlossen und Nachzahlungen von insgesamt mehr als 30 Mio. Euro erzielt.
Die DSW ist darüber hinaus Gründungsmitglied und Mitinitiator der Initiative Arbeitskreis deutscher Aufsichtsrat e. V. (AdAR).
Die DSW ist zudem Gründungsmitglied von Better Finance, der größten Dachorganisation unabhängiger Anleger- und Verbraucherverbände in Europa, die auf Finanzdienstleistungen spezialisiert sind.

## Geschichte
Der Verein wurde 1947 gegründet. Ab 1952 gab die DSW das Börsenmagazin Wertpapier heraus, das für Mitglieder bereits im Mitgliedsbeitrag enthalten war und zuletzt 14-täglich verschickt wurde. Im Jahre 2001 verkaufte die DSW das Magazin an den Bauer-Konzern. Seit 1. April 2009 erscheint die Mitgliederzeitschrift zusammen mit dem wöchentlichen Magazin Focus Money; dieses kann unabhängig von der Mitgliedschaft im Abonnement bezogen oder auch einzeln im Zeitschriftenhandel erworben werden.
Mitte Dezember 2023 wurde bekannt, dass die DSW eine Schadensersatzklage gegen Ernst & Young wegen Pflichtverletzungen bei der Testierung von Jahresabschlüssen von Wirecard in Höhe von 700 Millionen Euro beim Landgericht München eingereicht hat. Sie vertritt mehr als 13.000 institutionelle und private Anleger gegen Ernst & Young. Die eingereichte Klageschrift umfasste 80.000 Seiten. Ein Kostenrisiko trägt DSV dabei nicht, da man ein niederländisches Stiftungsmodell und britische Prozessfinanzierer nutzt. Im Erfolgsfall muss DSW nur einen Teil des Schadenersatzes abgeben.
Ehemalige Präsidenten und heutige Ehrenpräsidenten sind Otto Graf Lambsdorff († 2009) und Roland Oetker.

## Struktur
Am Vereinssitz befindet sich ein Büro mit einer hauptamtlichen Geschäftsführung und rund 10 Mitarbeitern. Der Verein unterhält acht Landesverbände, die Repräsentanten für die elf alten Bundesländer haben. Diese Repräsentanten sind niedergelassene Rechtsanwälte in den jeweiligen Landeshauptstädten. Das Rede- und Antragsrecht auf den Hauptversammlungen wird vorwiegend von dem Repräsentanten wahrgenommen, in dessen Bundesland die Aktiengesellschaft ihren Sitz hat.
Vorstand des Vereins ist ein siebenköpfiges Präsidium. Präsident ist seit 2011 Ulrich Hocker, Hauptgeschäftsführer ist – ebenfalls seit 2011 – Marc Tüngler.
Bei ihrer Tätigkeit wird die DSW von einem Kuratorium beraten, dem 27 Persönlichkeiten aus der Wirtschaft und den Rechtswissenschaften angehören. Mitglieder des Kuratoriums sind beispielsweise Edgar Ernst, Präsident der Deutschen Prüfstelle für Rechnungslegung DPR, und Alexander Bassen, Professor für Betriebswirtschaft an der Universität Hamburg.